# Prosopocera elongata
Prosopocera elongata là một loài bọ cánh cứng trong họ Cerambycidae.